# 나카지마 다카노리
나카지마 다카노리(일본어: 中島 崇典, 1984년 2월 9일 ~ )는 일본의 전 축구 선수이다.

## 구단 경력
과거 쇼난 벨마레, 요코하마 FC, 아비스파 후쿠오카, 가시와 레이솔, 가이나레 돗토리에서 활동하였다.